# Преткодовски Холивуд
Преткодовски Холивуд (енгл. Pre-Code Hollywood) је израз којим се описује холивудска кинематографија снимљена између појаве звучног филма 1929, и радикалне примене цензуре Продукцијског кодекса МПАА 1934. Иако су морална правила о томе шта је прикладно, а шта неприкладно приказати на филму, донесена још 1930, првобитно се морални кодекс није строго примењивао или је био игнорисан од стране студија. Челници студија и синеасти су сматрали да ће публика осиромашена Великом депресијом бити додатно привучена „масним” садржајем. Такође, филмска идустрија је тада доживљавала драматичне промене везане за транзицију са немог на звучни филм, и борила се са финансијским проблемима које је изазвао слом њујоршке берзе. Ови разлози резултирали су већом слободом у приказу сексуалности, насиља и разних облика онога што се у то време сматрало друштвеном патологијом: сексуалне алузије, псовке, међурасна љубав, употреба дрога, проституција, голотиња, промискуитет, абортус, хомосексуалност итд. Већа тематска слобода одразила се, између осталог, и на зачетак модерних жанрова као што су гангстерски и затворски филм, велики број мјузикла где су главна атракција биле оскудно одевене плесачице, као и комедије где је главни мотив била проституција, прељуба или промискуитет. Иако савременом гледаоцу начин обраде ових тема може изгледати поприлично невино када се упореде са данашњим филмским садржајем, у своје време неретко су изазивали контроверзу.
Крај преткодовске ере холивудског филма наступио је 1. јула 1934, оснивањем Администрације продукцијског кода, која се потрудила да строго примени Продукцијски кодекс. Администрација је основана под притиском римокатоличке цркве, која је је нашла подршку у демократској администрацији председника Френклина Рузвелта. Овај један од најригорознијих система цензуре у историји филма на свету функционисао је, уз мање или веће осцилације, све до шездесетих година двадестог века. Дотадашњи филмови који се кршили одредбе кода су уништавани, исечени, или повучени у бункер. Публика је многе преткодовске филмове могла поново да види тек неколико деценија касније.